# Dalea plantaginoides
Dalea plantaginoides är en ärtväxtart som beskrevs av Rupert Charles Barneby. Dalea plantaginoides ingår i släktet Dalea, och familjen ärtväxter. Inga underarter finns listade i Catalogue of Life.